# Probstzella
Probstzella là một đô thị thuộc huyện Saalfeld-Rudolstadt, trong bang Thüringen, nước Đức. Đô thị Probstzella có diện tích 74,26 km².